# Hyles
Hyles är ett släkte av fjärilar som beskrevs av Jacob Hübner 1819. Hyles ingår i familjen svärmare.

## Dottertaxa tillHyles, i alfabetisk ordning[1][2]
- Hyles aczelli
- Hyles albeola
- Hyles albicans
- Hyles albina
- Hyles anatolica
- Hyles ancestralis
- Hyles annei
- Hyles annellata
- Hyles apiciplaga
- Hyles argustana
- Hyles atrolimbata
- Hyles australasiae
- Hyles balearica
- Hyles baltistana
- Hyles bandermanni
- Hyles bienerti
- Hyles biguttata
- Hyles bilinea
- Hyles brunnescens
- Hyles bucharana
- Hyles caecigena
- Hyles calida
- Hyles calverleyi
- Hyles canadensis
- Hyles canarina
- Hyles carnea
- Hyles castissima
- Hyles caucasica
- Hyles celeno
- Hyles celerio
- Hyles centralasiae
- Hyles chamaenerii
- Hyles chamyla
- Hyles chishimana
- Hyles cingulata
- Hyles clementiae
- Hyles cleopatra
- Hyles confusa
- Hyles conjuncta
- Hyles conspicua
- Hyles conspicuata
- Hyles costata
- Hyles crimaea
- Hyles crocea
- Hyles cuspidata
- Hyles cyanea
- Hyles cyparissiae
- Hyles cyparissias
- Hyles dahlii
- Hyles daucus
- Hyles dealbata
- Hyles decolorata
- Hyles defecta
- Hyles demaculata
- Hyles dentata
- Hyles deserticola
- Hyles dolomiticola
- Hyles effuscata
- Hyles eleagni
- Hyles elliana
- Hyles epilobii
- Hyles ernata
- Hyles esulae
- Hyles etrusca
- Hyles euphorbiae, Vitsprötad skymningssvärmare
- Hyles euphorbiarum
- Hyles euphorbioides
- Hyles extensa
- Hyles filipjewi
- Hyles flava
- Hyles flaveola
- Hyles flavescens
- Hyles flavidior
- Hyles florilega
- Hyles galiata
- Hyles galii
- Hyles gallii, Brunsprötad skymningssvärmare
- Hyles giganteomaculata
- Hyles gonneri
- Hyles gratiosissima
- Hyles grentzenbergi
- Hyles grenzenbergiziczac
- Hyles grisea
- Hyles grisearubensaumonea
- Hyles griseonympha
- Hyles grisescens
- Hyles hawaiiensis
- Hyles heliophila
- Hyles helioscopiae
- Hyles hippophaes
- Hyles ilia
- Hyles incarnata
- Hyles incompleta
- Hyles insidiosa
- Hyles intermedia
- Hyles jachani
- Hyles jacobsi
- Hyles jaxartis
- Hyles kiortsii
- Hyles koechlini
- Hyles krancheri
- Hyles krombachi
- Hyles kruegeri
- Hyles lafitchii
- Hyles lafitolei
- Hyles lalacina
- Hyles lata
- Hyles latefasciata
- Hyles lathyrus
- Hyles latifolii
- Hyles libanotica
- Hyles linearis
- Hyles lineata
- Hyles lineatoides
- Hyles livornica, Vitribbad skymningssvärmare
- Hyles livornicoides
- Hyles lucida
- Hyles lutea
- Hyles lutescens
- Hyles maculifera
- Hyles major
- Hyles malatiatus
- Hyles malgassica
- Hyles marginedenticulata
- Hyles maura
- Hyles mauretanica
- Hyles mauritanica
- Hyles mediofascia
- Hyles mediofasciata
- Hyles multicolor
- Hyles murina
- Hyles nebulosa
- Hyles nepalensis
- Hyles nervosa
- Hyles nicaea
- Hyles nigerrima
- Hyles nigra
- Hyles nigrescens
- Hyles nigricans
- Hyles nigrofasciata
- Hyles nymphaea
- Hyles oberthuri
- Hyles obscurata
- Hyles olivacea
- Hyles orientalis
- Hyles ornatus
- Hyles oxybaphi
- Hyles pallida
- Hyles paralias
- Hyles peplides
- Hyles perfulva
- Hyles perkinsi
- Hyles perlimbata
- Hyles philippsi
- Hyles postrufescens
- Hyles praenubila
- Hyles privata
- Hyles pyrias
- Hyles restricta
- Hyles reverdini
- Hyles robertsi
- Hyles rosea
- Hyles roseata
- Hyles rothschildi
- Hyles rubescens
- Hyles rubescensmediofasciataolivacea
- Hyles rubida
- Hyles rubra
- Hyles rubrescens
- Hyles rudolfi
- Hyles rufescens
- Hyles rufomelana
- Hyles ruhlii
- Hyles sachaliensis
- Hyles sachalinensis
- Hyles saharae
- Hyles salangensis
- Hyles salmonea
- Hyles satanella
- Hyles scholzi
- Hyles sheljuzkoi
- Hyles shugnana
- Hyles siehei
- Hyles silesiana
- Hyles sinensis
- Hyles spinifascia
- Hyles strasillai
- Hyles stricta
- Hyles suarezi
- Hyles subiacensis
- Hyles subvitata
- Hyles suffusa
- Hyles sulphurata
- Hyles tatsienluica
- Hyles testacea
- Hyles testata
- Hyles tibetanica
- Hyles tithymali
- Hyles transcaspica
- Hyles transcaucasica
- Hyles typicalatifolei
- Hyles umbrata
- Hyles umbrosa
- Hyles unimacula
- Hyles vandalusica
- Hyles variegata
- Hyles velutina
- Hyles vespertilio
- Hyles viereckana
- Hyles wilsoni
- Hyles vinaceareducta
- Hyles virescens
- Hyles vitis
- Hyles viverina
- Hyles xanthoxyli
- Hyles zableri
- Hyles ziczac
- Hyles zygophylli, Blek skymningssvärmare

## Bildgalleri

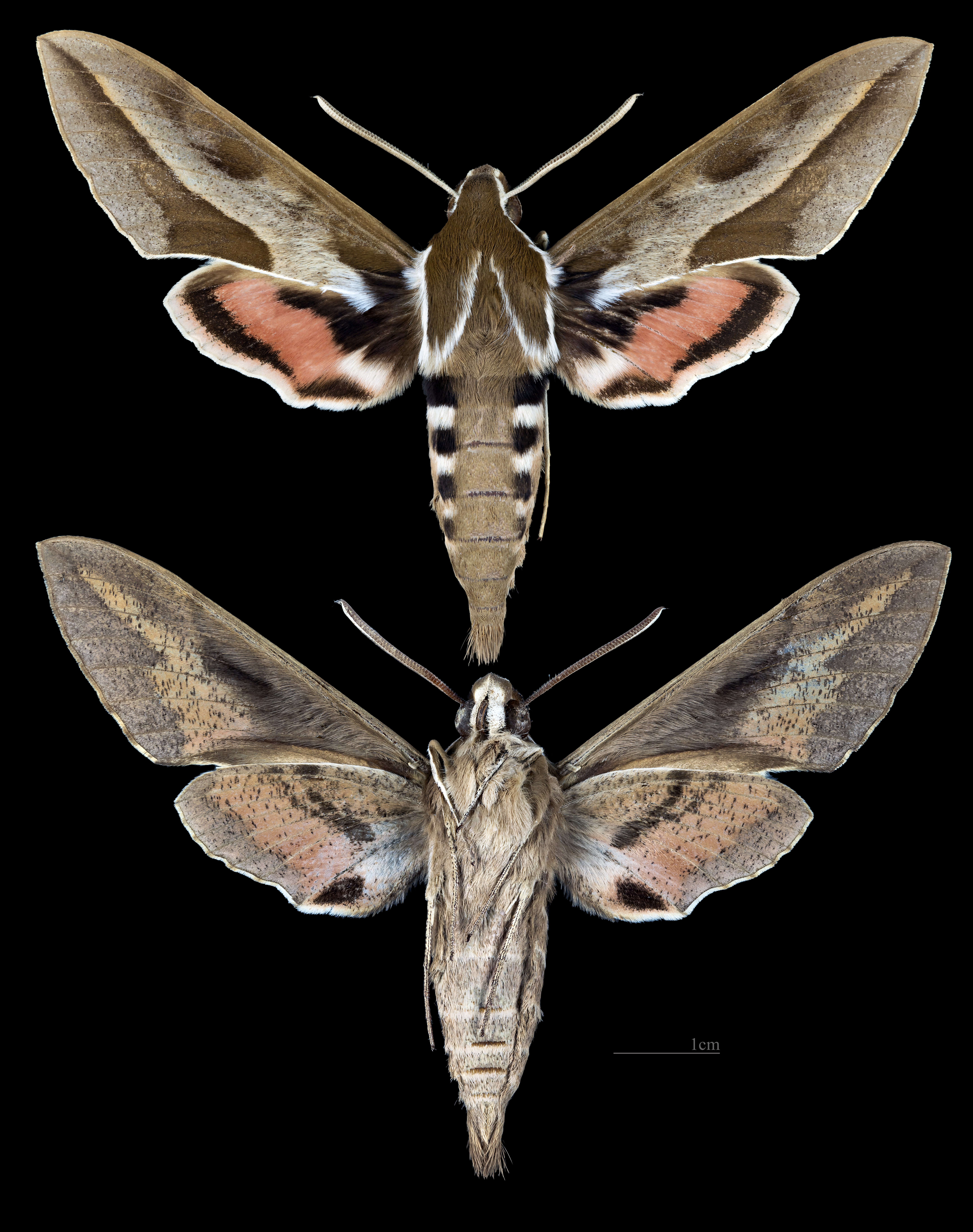
Hyles annei
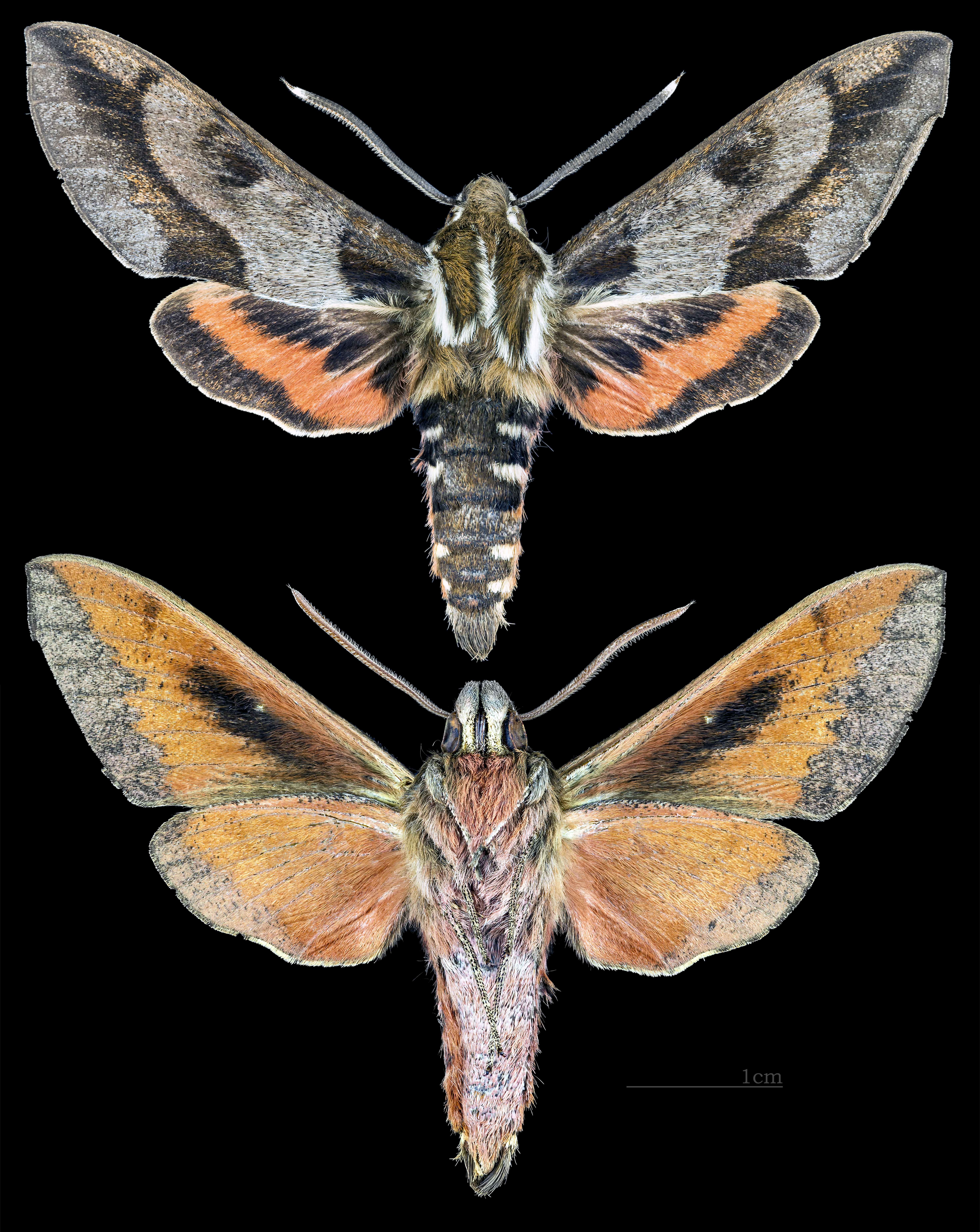
Hyles calida
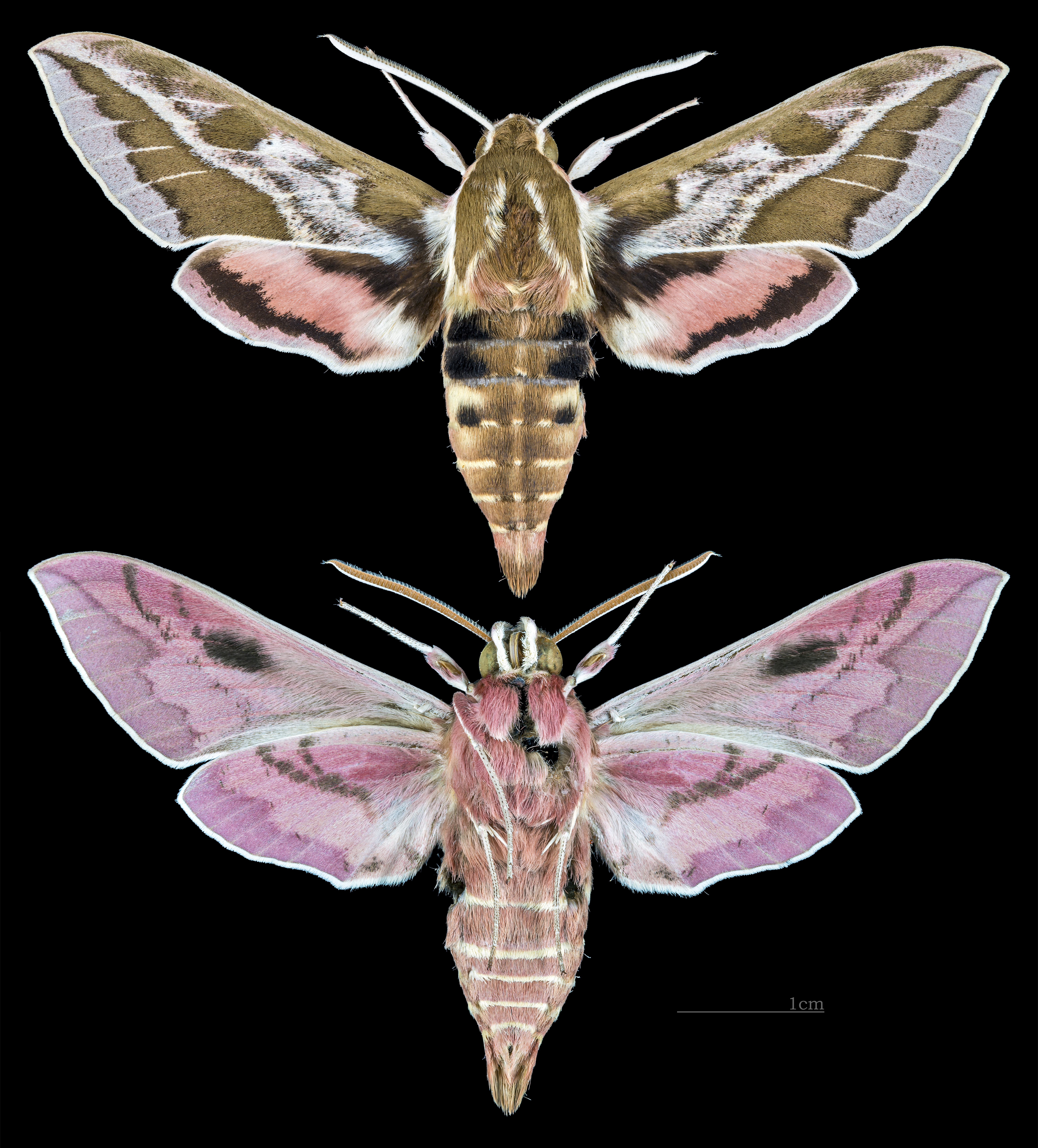
Hyles dahlii
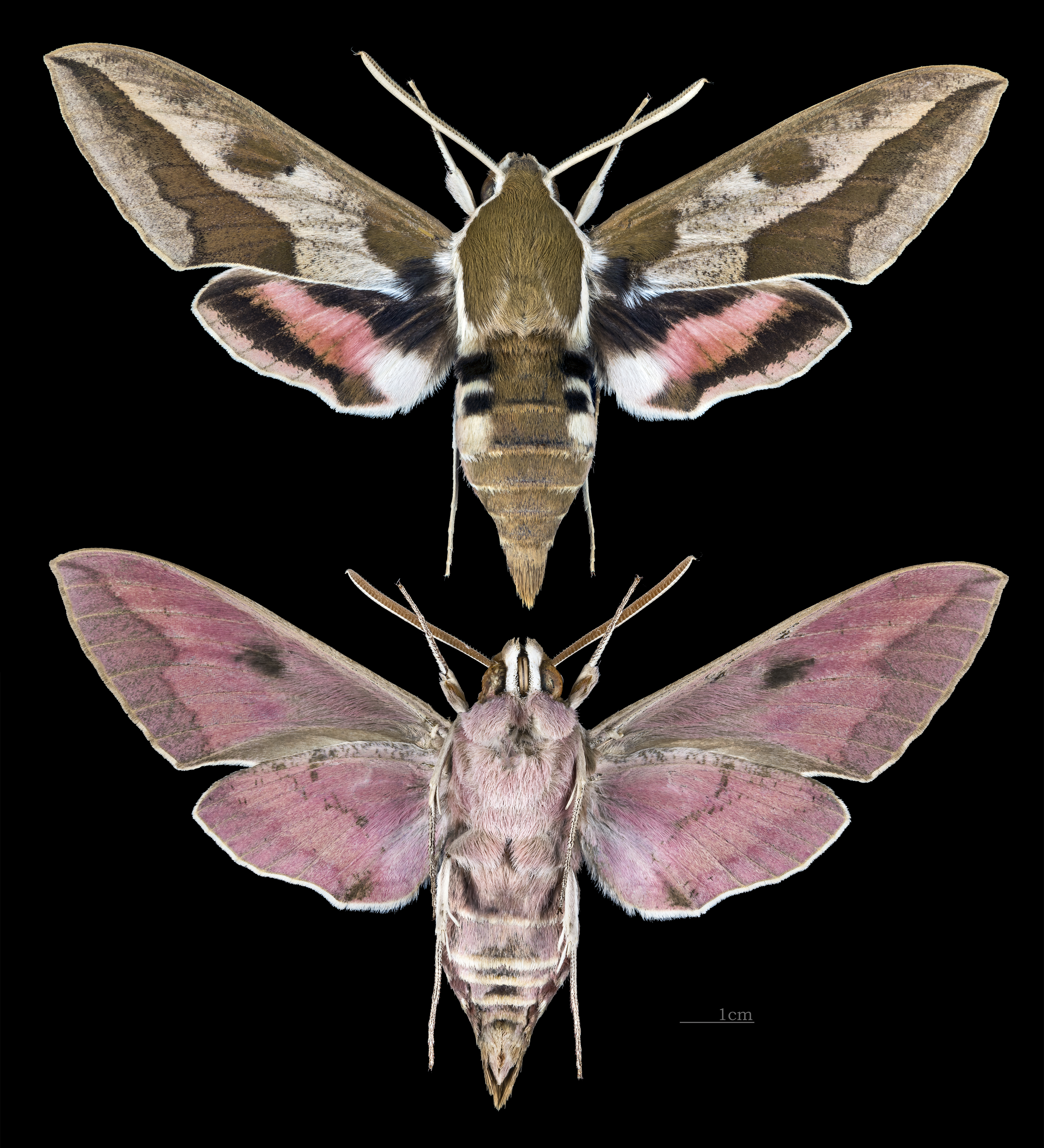
Vitsprötad skymningssvärmare, Hyles euphorbiae
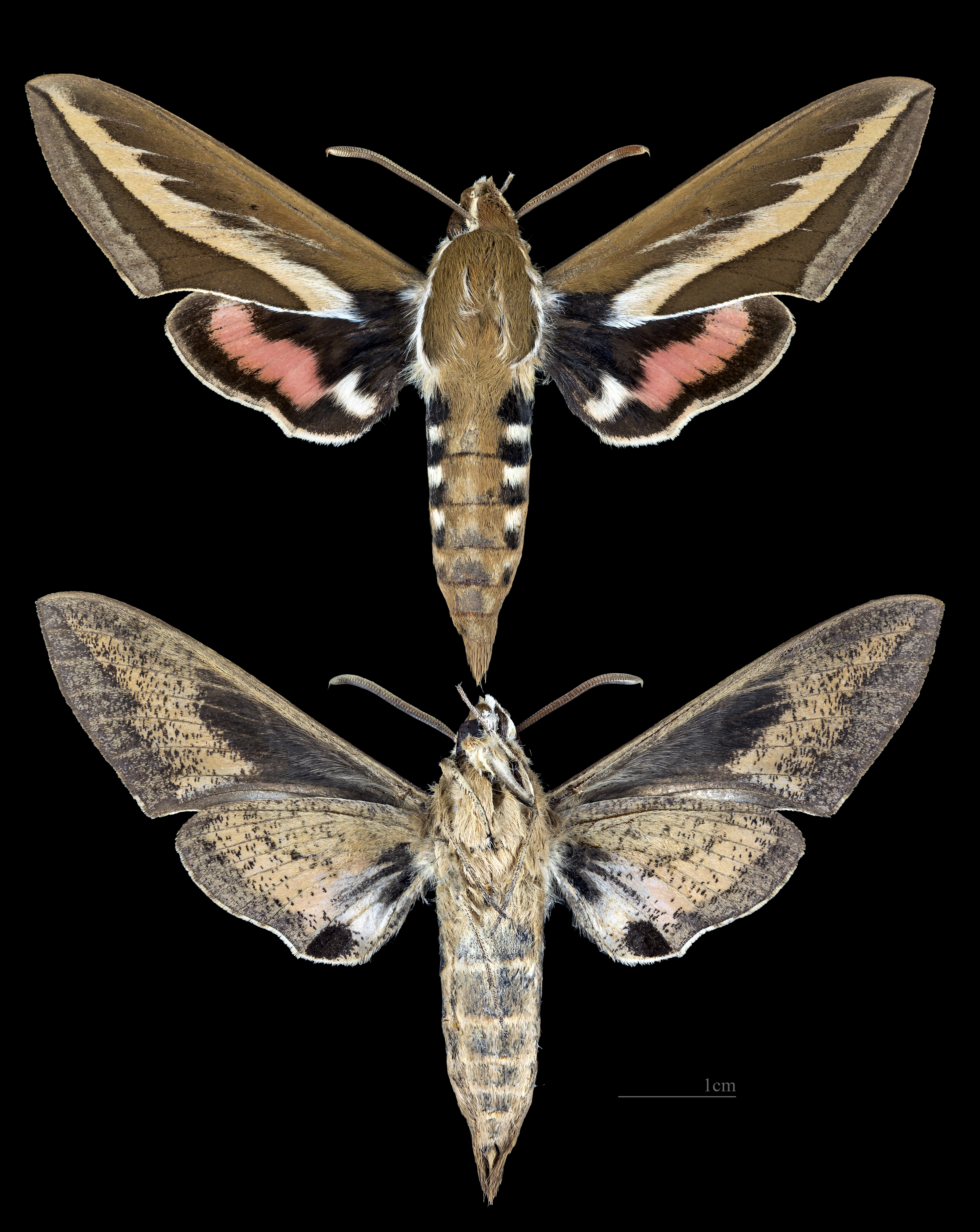
Hyles euphorbiarum
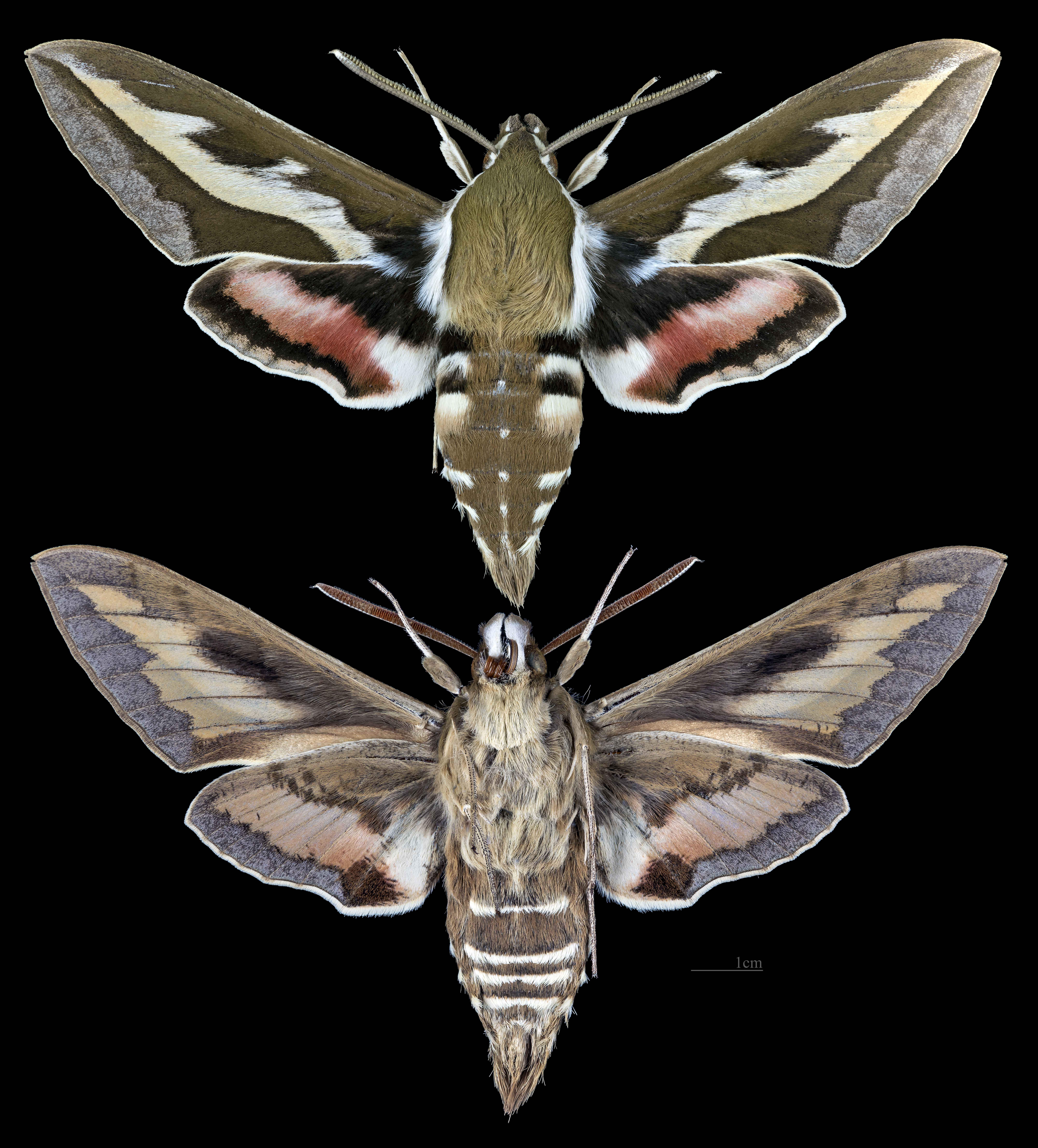
Brunsprötad skymningssvärmare, Hyles gallii
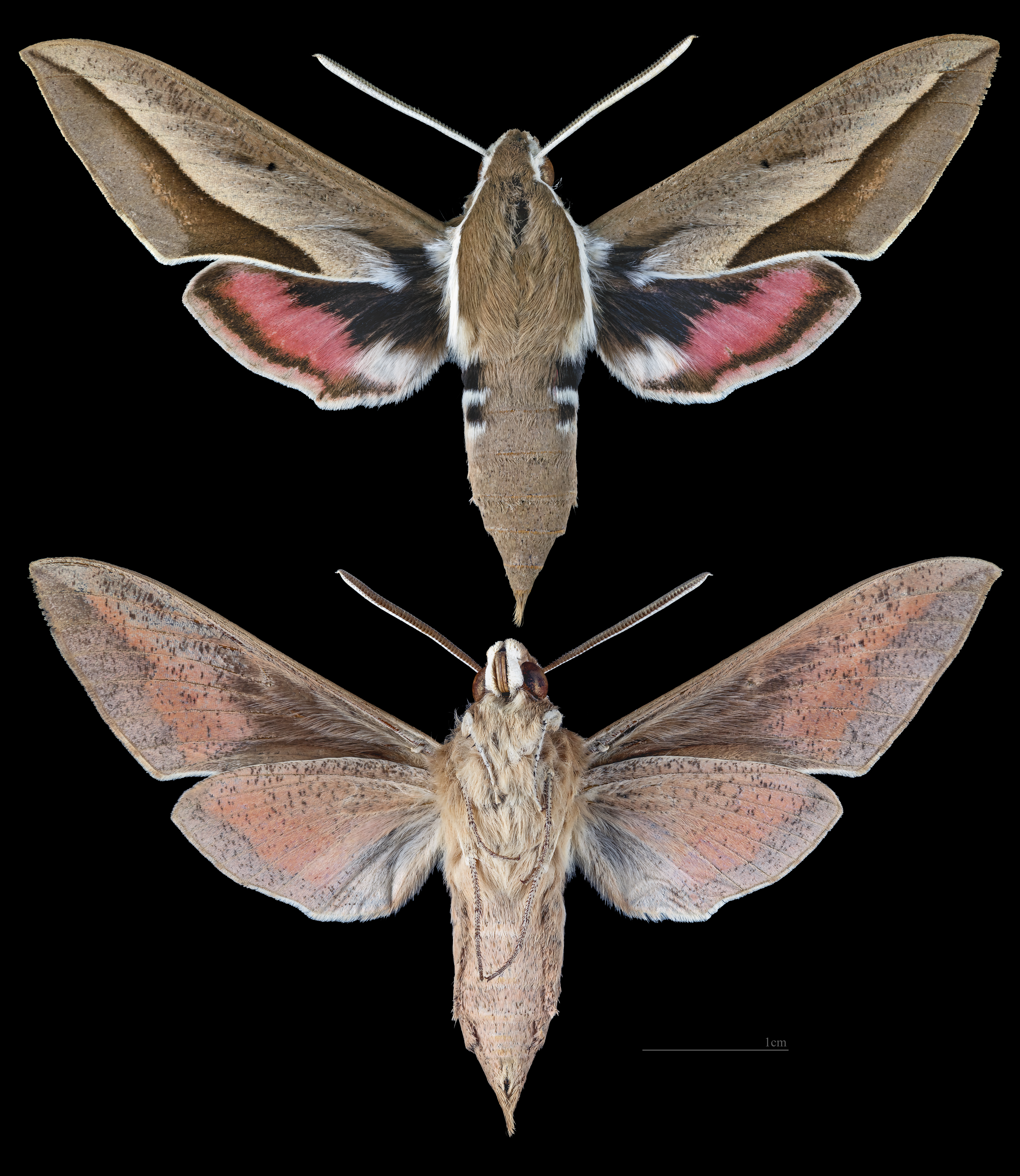
Hyles hippophaes
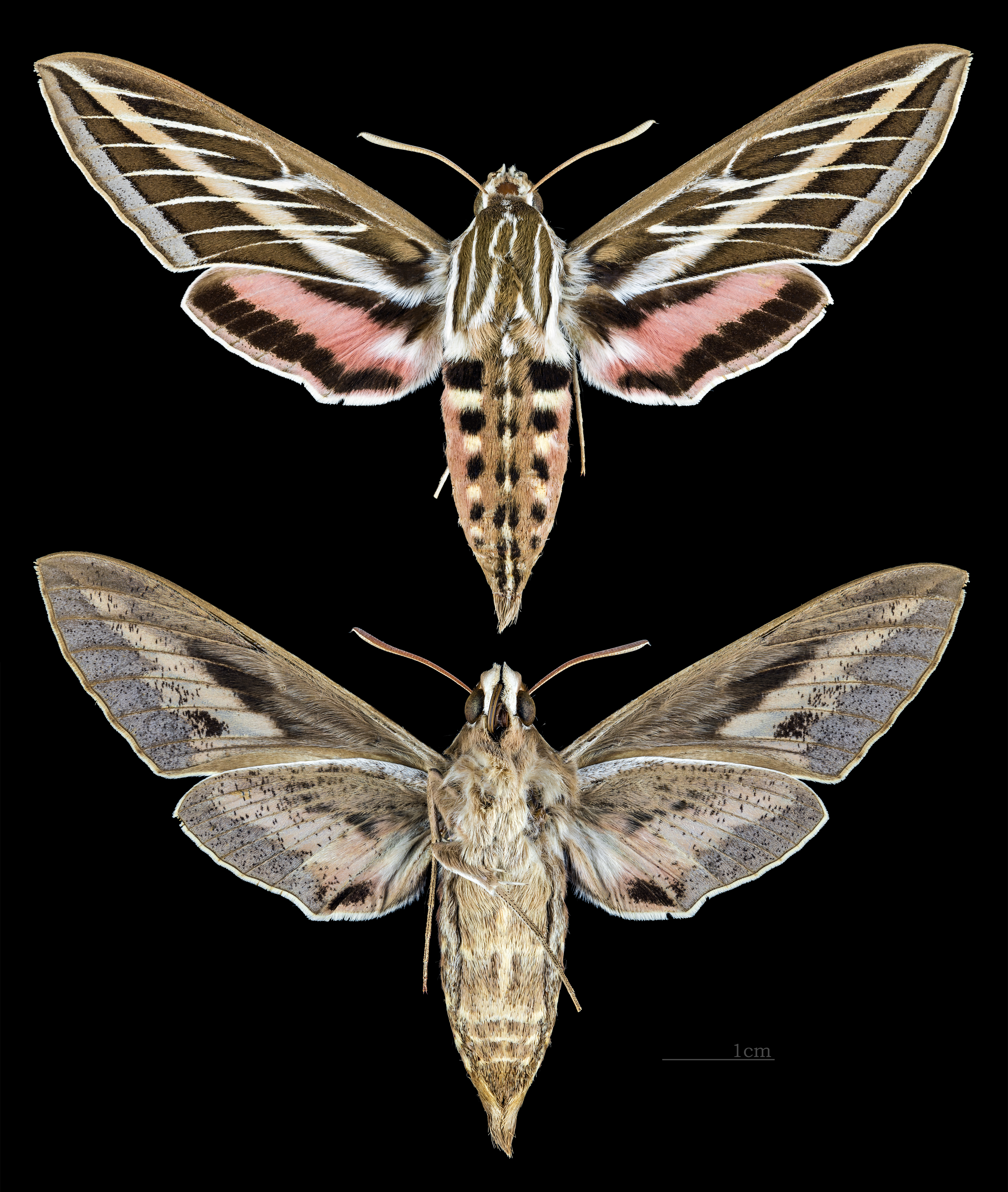
Hyles lineata
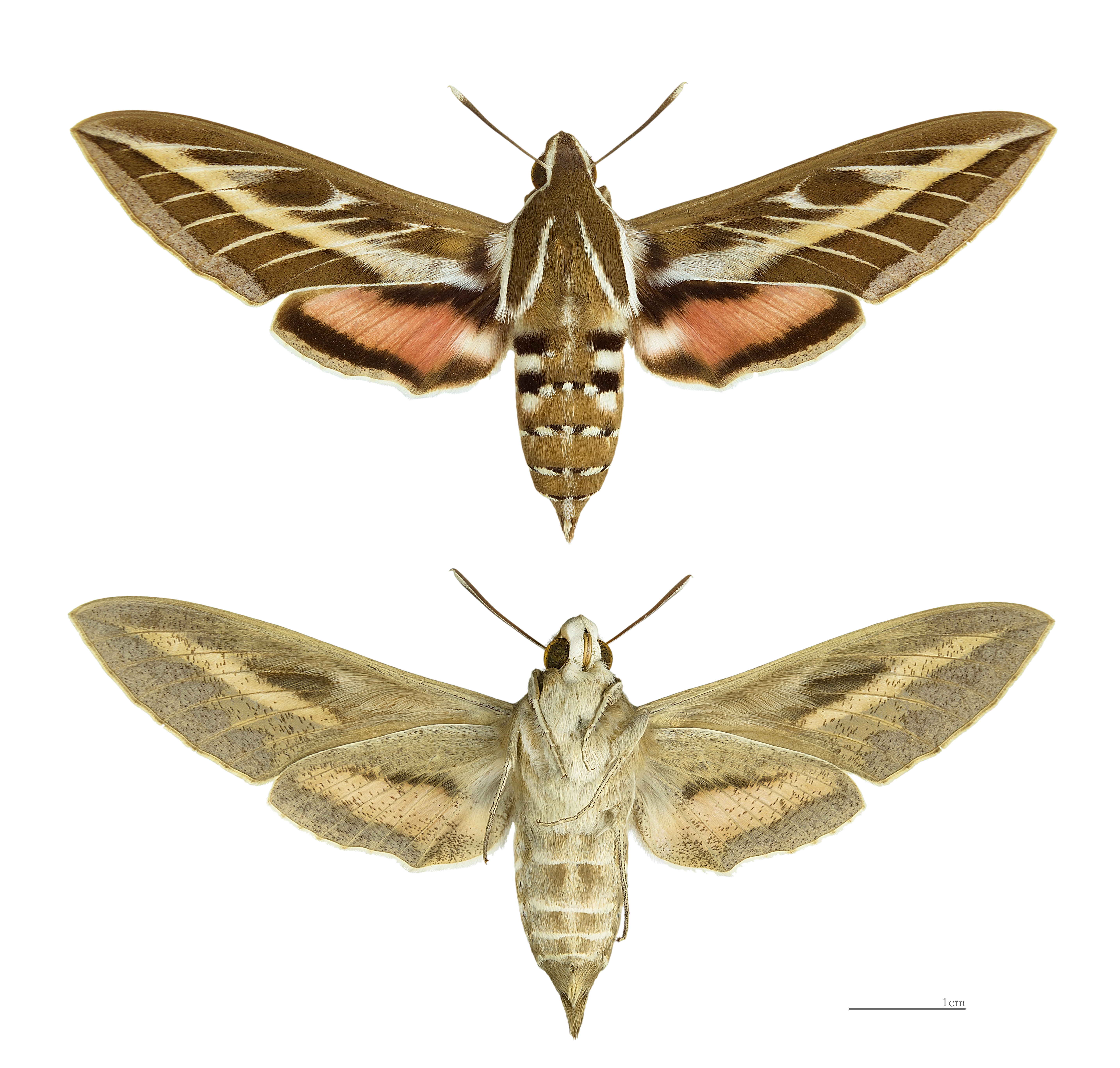
Vitribbad skymningssvärmare, Hyles livornica
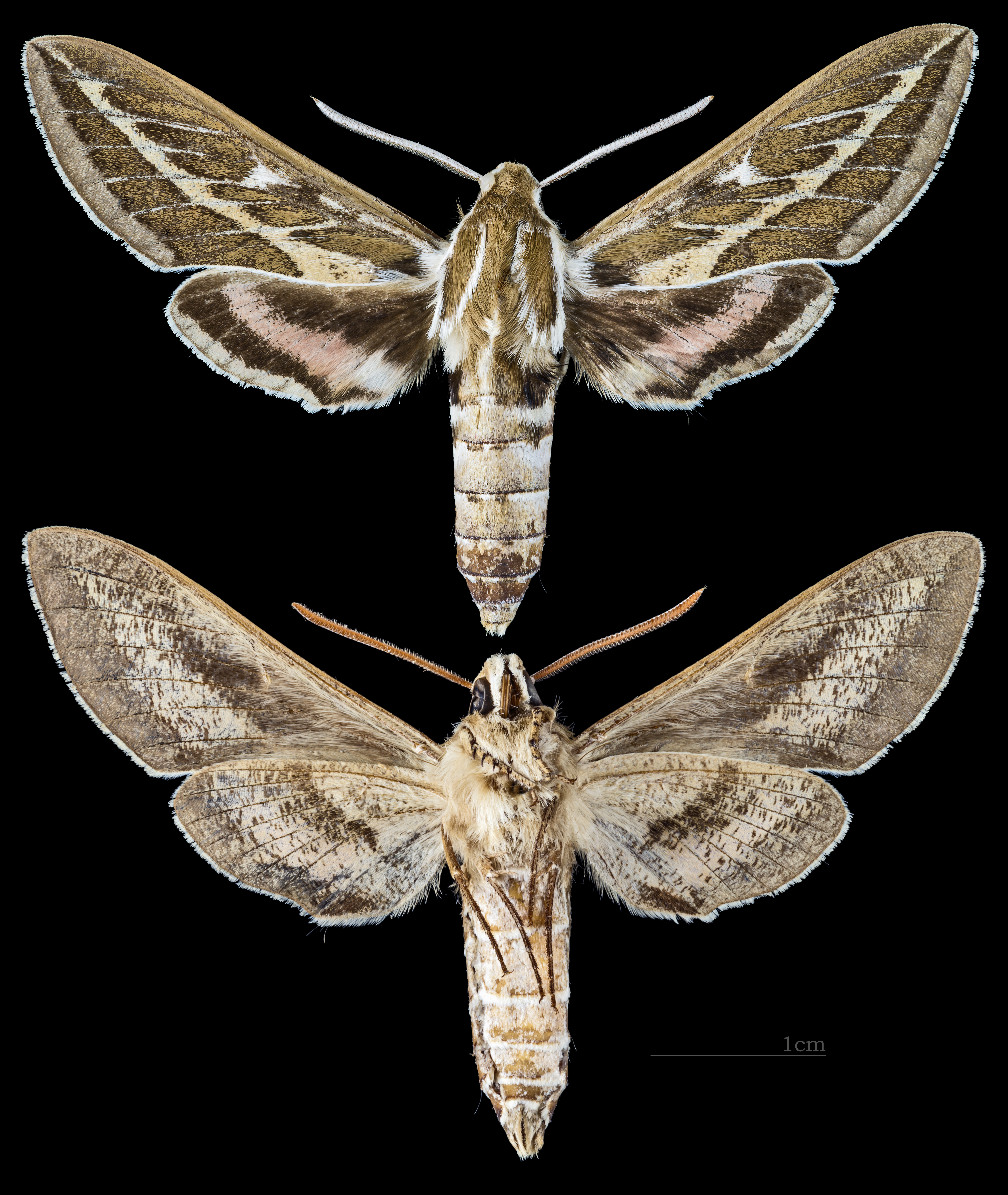
Hyles livornicoides
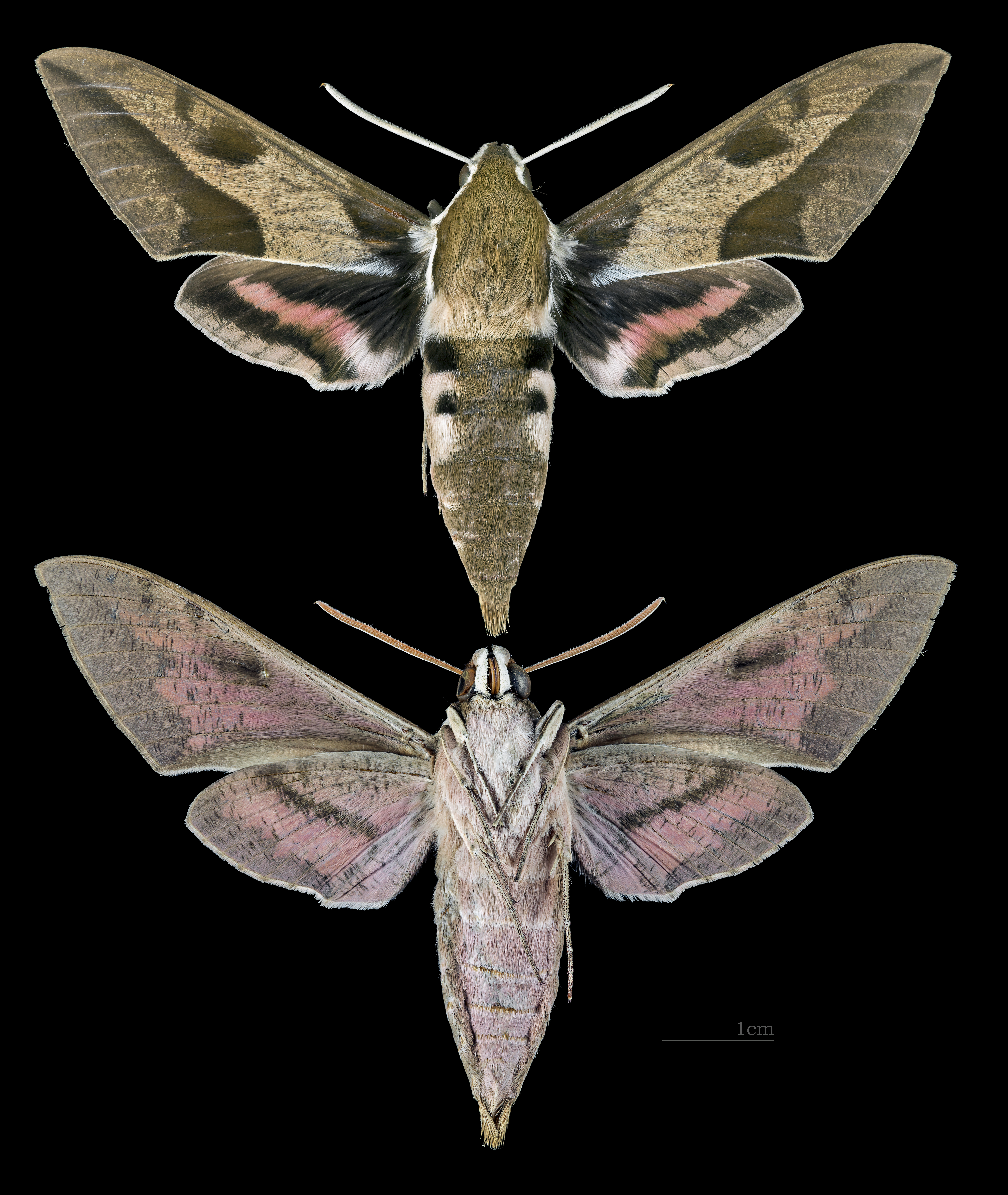
Hyles nicaea
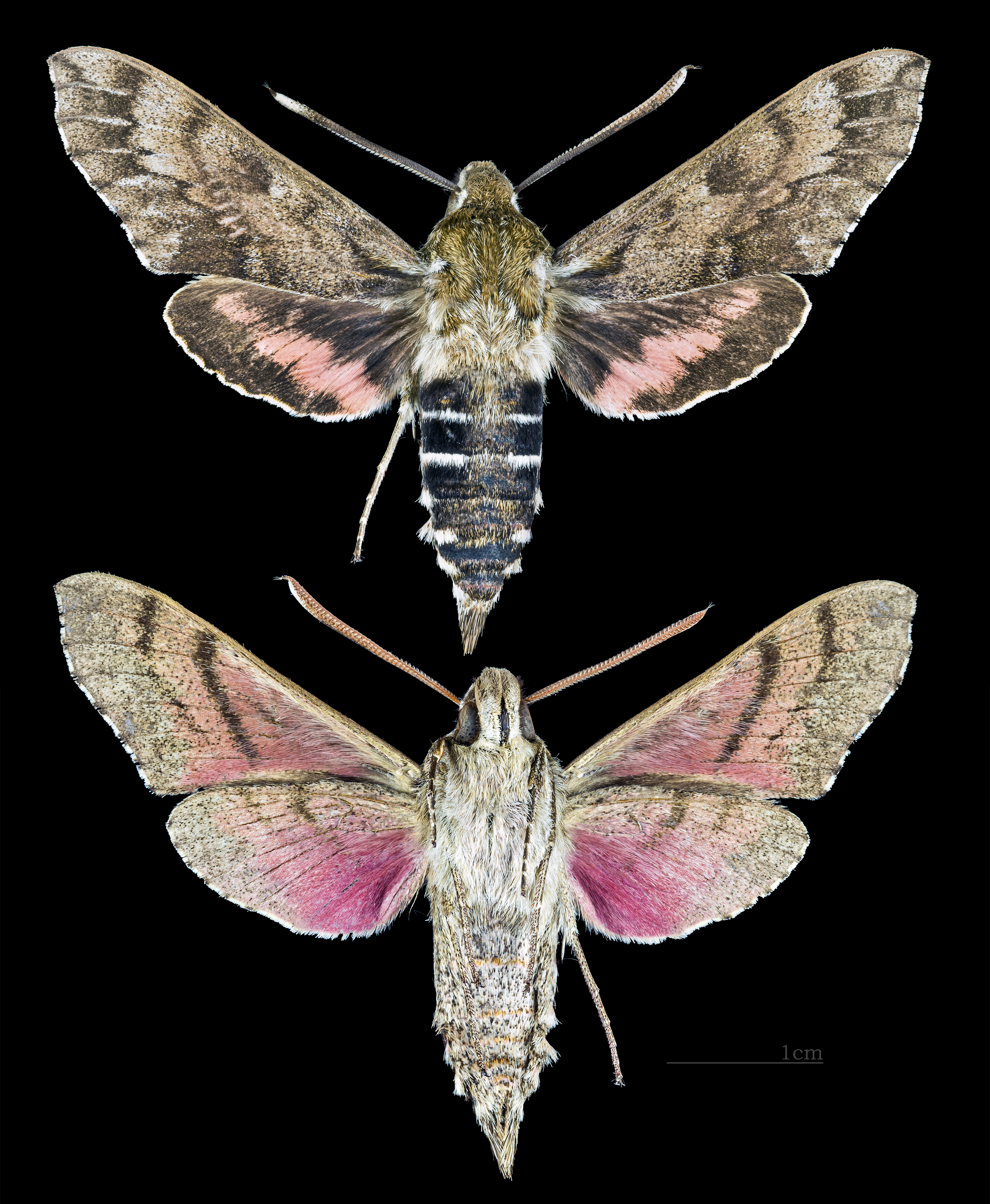
Hyles perkinsi
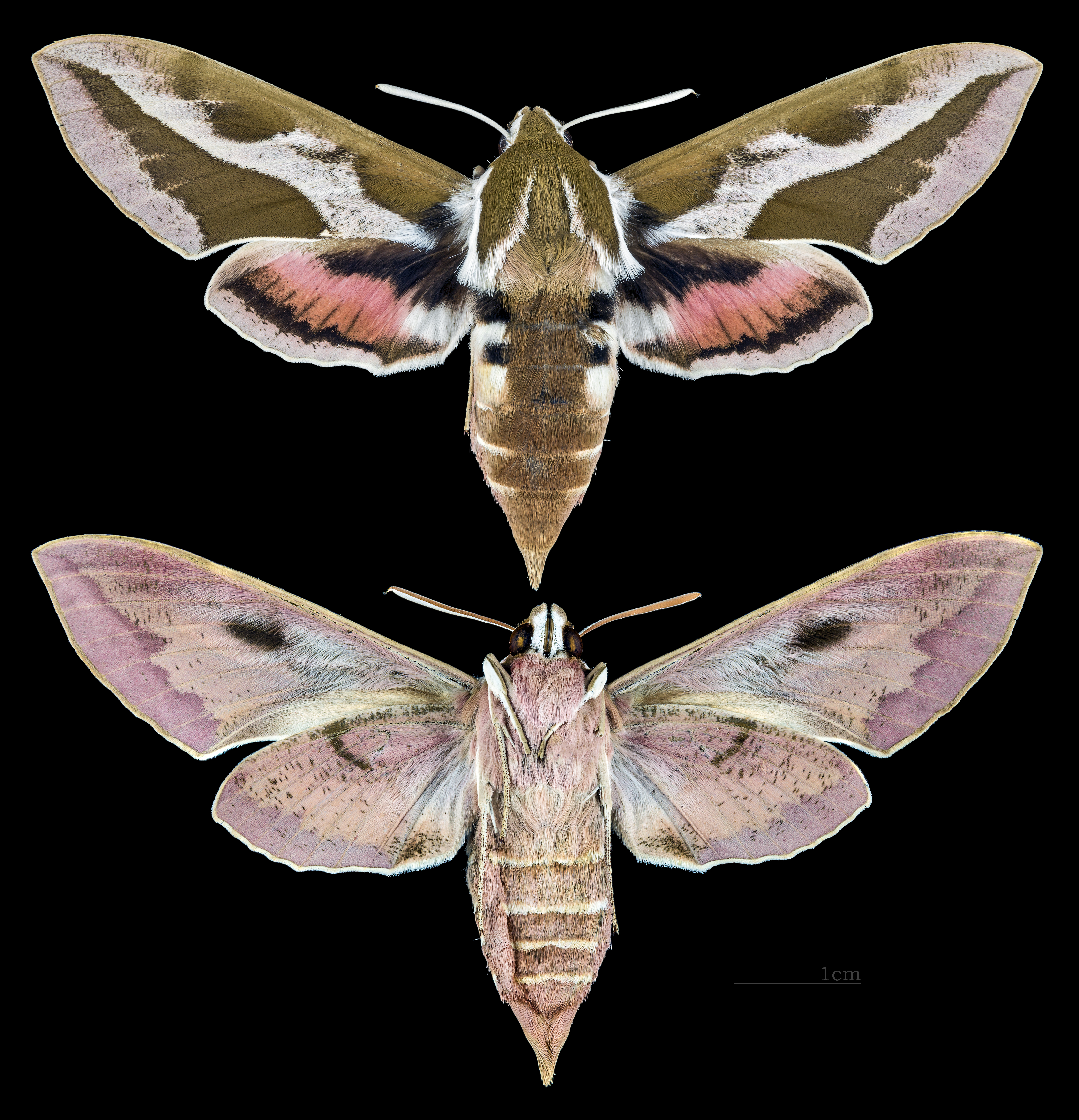
Hyles tithymali
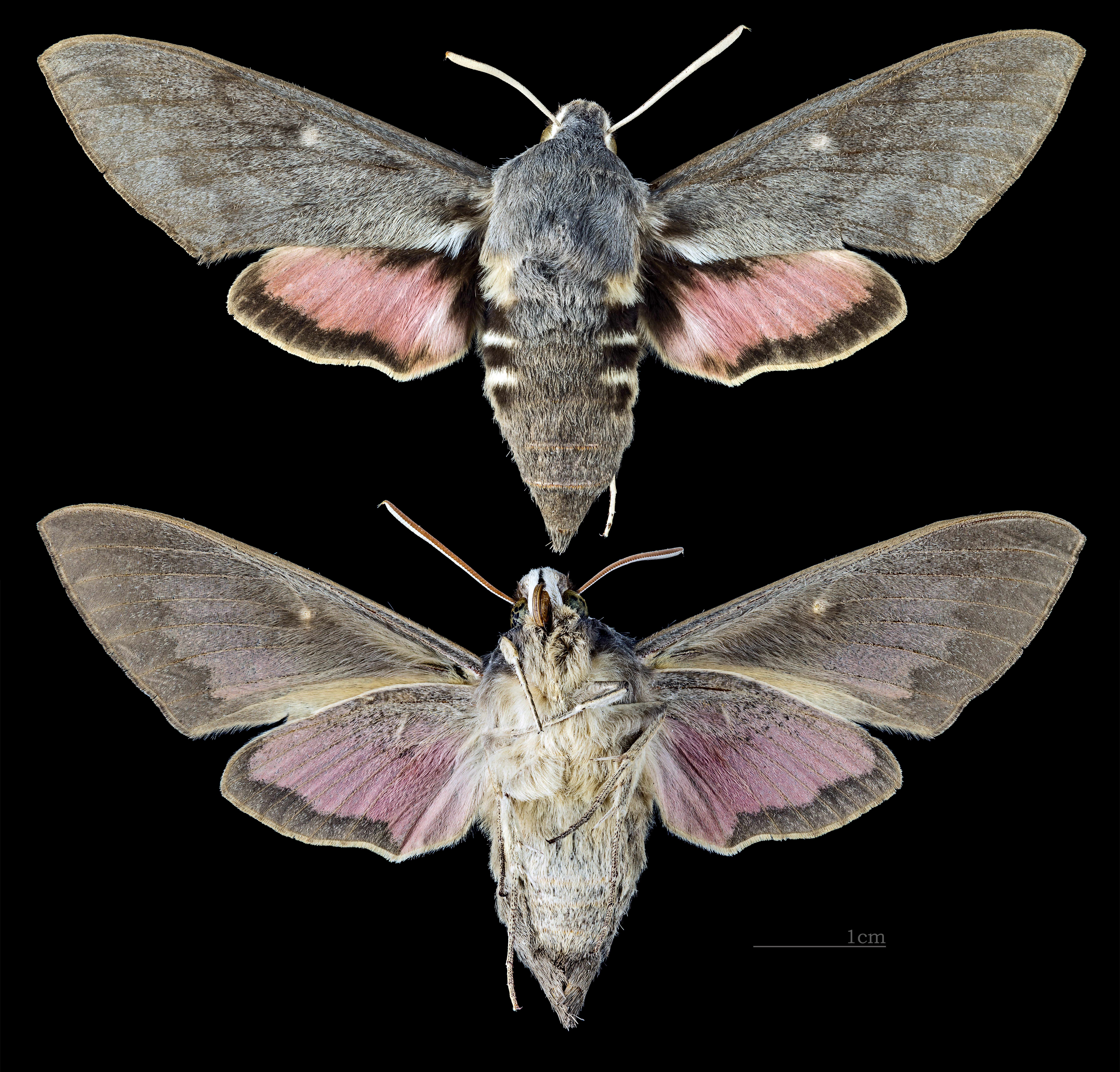
Hyles vespertilio